# Suối Dây
Suối Dây là một xã thuộc huyện Tân Châu, tỉnh Tây Ninh, Việt Nam.

## Địa lý
Xã Suối Dây nằm ở trung tâm huyện Tân Châu, có vị trí địa lý:
- Phía đông giáp xã Suối Ngô và xã Tân Thành
- Phía tây giáp thị trấn Tân Châu và các xã Tân Hội, Tân Hiệp, Tân Phú, Thạnh Đông
- Phía nam giáp các xã Tân Hưng, Tân Thành và huyện Dương Minh Châu
- Phía bắc giáp xã Tân Đông.

Xã Suối Dây có diện tích 112,55 km², dân số năm 2019 là 12.631 người, mật độ dân số đạt 112 người/km².

## Hành chính
Xã Suối Dây được chia thành 8 ấp: 1, 2, 3, 4, 5, 6, 7, Chăm.